# ألكس دوس سانتوس
ألكس دوس سانتوس هو لاعب كرة قدم برازيلي، ولد في 15 يناير 1999.